# Ung thư vòm họng
Ung thư vòm họng hoặc ung thư biểu mô vòm họng (NPC) là loại ung thư thường gặp nhất ở vòm họng, hầu hết là ở vòm họng phía sau hoặc chỗ thắt vòm họng hoặc "ngách hầu" chiếm 50%. NPC xảy ra ở trẻ em và người lớn. NPC khác với những bệnh ung thư khác ở đầu và cổ khi có sự xuất hiện, nguyên nhân, hành vi và điều trị bệnh. Nó phổ biến rộng rãi ở một số khu vực của Đông Á và châu Phi hơn bất cứ nơi nào khác, với các yếu tố di truyền, ăn kiêng và di truyền liên quan đến nhân quả của nó. Nó phổ biến nhất ở nam giới. Nó là một tế bào ung thư biểu mô tế bào vảy hoặc một loại không phân biệt. Các tế bào biểu mô vảy là một loại tế bào phẳng được tìm thấy trong da và các màng tạo thành các lỗ sâu cơ thể. Sự khác biệt có nghĩa là các tế bào ung thư khác nhau từ các tế bào bình thường ra sao. Các tế bào không phân biệt là các tế bào không có các tính năng hoặc chức năng trưởng thành của chúng.

## Các dấu hiệu và triệu chứng
Sưng các hạch bạch huyết ở cổ là sự trình bày ban đầu ở nhiều người, và chẩn đoán NPC thường do sinh thiết hạch bạch huyết. Các dấu hiệu và triệu chứng liên quan đến khối u ban đầu bao gồm trismus, đau, viêm tai giữa, xuất huyết do vòm họng mềm, mất thính giác và bại liệt thần kinh sọ (mất ngủ). Tăng trưởng lớn có thể gây tắc nghẽn hoặc chảy máu mũi và "mũi xoắn". Sự lan truyền di căn có thể dẫn đến đau xương hoặc rối loạn chức năng của cơ. Hiếm khi, một hội chứng paraneoplastic về bệnh thoái hoá khớp (bệnh khớp và xương) có thể xảy ra với bệnh phổ biến.

## Nguyên nhân
Ung thư biểu mô vòm họng (NPC) là do sự kết hợp của các yếu tố: virut, ảnh hưởng môi trường, và di truyền.
Ảnh hưởng của virut có liên quan đến nhiễm trùng với virus Epstein-Barr (EBV). Vi rút Epstein-Barr là một trong những loại virus phổ biến nhất. 95 phần trăm của tất cả mọi người ở Hoa Kỳ bị phơi nhiễm virut này vào thời điểm họ 30-40 tuổi. Tổ chức Y tế Thế giới không có các biện pháp phòng ngừa cho vi rút này bởi vì nó dễ lây lan và trên toàn thế giới. Rất ít khi virus Epstein-Barr dẫn đến ung thư, điều này gợi ý nhiều yếu tố ảnh hưởng khác nhau. Các nguyên nhân khác có thể bao gồm tính nhạy cảm về di truyền, tiêu thụ thực phẩm (đặc biệt là cá muối)  có chứa các chất nitrosamine dễ bay hơi gây ung thư [5]. Nhiều đột biến kích hoạt tín hiệu NF-κB đã được báo cáo trong gần một nửa các trường hợp điều tra NPC.
Sự liên quan giữa siêu vi Epstein-Barr và ung thư biểu mô vòm họng là rất rõ ràng ở các mẫu II và III ở Tổ chức Y tế Thế giới (WHO) nhưng ít được thiết lập cho NPC WHO I (WHO-I), nơi đánh giá sơ bộ cho thấy HPV u nhú ở người có mối liên hệ. EBV DNA có thể phát hiện được trong các mẫu máu huyết tương của 96% bệnh nhân có NPC không kẽm, so với 7% ở nhóm chứng. [3] Phát hiện kháng nguyên hạt nhân liên quan đến virus Epstein-Barr (EBNA) và DNA virus trong NPC loại 2 và 3 đã cho thấy rằng EBV có thể gây nhiễm các tế bào biểu mô và có liên quan đến sự biến đổi của chúng. Nguyên nhân của NPC (đặc biệt là dạng lưu hành) dường như đi theo một quá trình đa bước, trong đó EBV, dân tộc và chất gây ung thư môi trường dường như đóng một vai trò quan trọng. Quan trọng hơn, mức DNA EBV dường như tương quan với đáp ứng điều trị và có thể dự đoán sự tái phát của bệnh, cho thấy chúng có thể là một chỉ báo tiên lượng độc lập. Cơ chế mà theo đó EBV thay đổi tế bào vòm miệng được làm sáng tỏ  để cung cấp một mục tiêu điều trị hợp lý.

## Chẩn đoán

### Phân loại
Ung thư biểu mô vòm họng, thường được gọi là ung thư vòm họng, được phân loại như là khối u ác tính, hoặc ung thư, phát sinh từ biểu mô niêm mạc của vòm họng, hầu hết trong khe hở phía sau hoặc van kim của Rosenmüller (một chỗ lõm phía sau lối vào của ống mở eusachian). Tổ chức Y tế Thế giới phân loại ung thư biểu mô vòm họng ở ba loại. Loại 1 (I) là ung thư biểu mô tế bào vảy nứa. Loại 2a (II) là ung thư biểu mô tế bào vẩy không gây ung thư. Loại 2b (III) là ung thư biểu mô không phân biệt. Loại 2b (III) nonkeratinizing không phân biệt dạng được biết đến như là khối u bạch huyết là phổ biến nhất, và có liên quan chặt chẽ nhất với nhiễm Epstein-Barr của các tế bào ung thư.

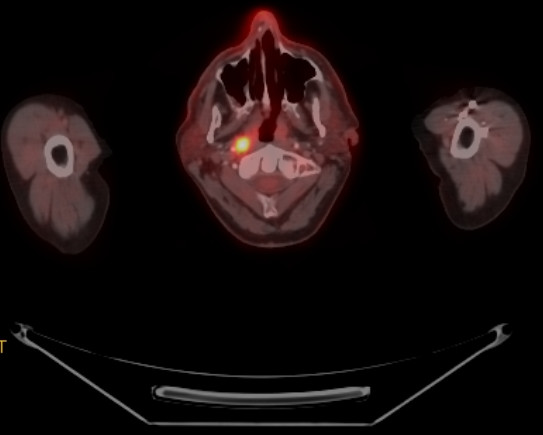
FDG-PET/CT scan của một bệnh nhân bị ung thư vòm họng. Lát ngang thể hiện vị trí chính FDG dương

Giai đoạn ung thư biểu mô vòm họng hầu được dựa trên khám lâm sàng và X quang. Hầu hết các bệnh nhân có giai đoạn III hoặc IV bệnh.
Giai đoạn I là một khối u nhỏ giới hạn trong vòm họng.
Giai đoạn II là một khối u mở rộng trong khu vực địa phương, hoặc rằng với bất kỳ bằng chứng của bệnh cổ (nốt) cổ.
Giai đoạn III là một khối u lớn có hoặc không có bệnh cổ, hoặc một khối u với bệnh cổ hai bên.
Giai đoạn IV là một khối u lớn liên quan đến vùng nội sọ hoặc vùng da trĩ, một căn bệnh phong lan, và/hoặc bất kỳ di căn xa nào.

Giai đoạn 1 ung thư vòm họng
Giai đoạn 2 ung thư vòm họng
Giai đoạn 3 ung thư vòm họng
Giai đoạn 4 ung thư vòm họng

## Điều trị
Ung thư biểu mô vòm họng có thể được điều trị bằng phẫu thuật, bằng hóa trị, hoặc bằng xạ trị. Sự biểu hiện của các protein tiềm ẩn EBV trong ung thư biểu mô vòm họng không phân biệt có thể được khai thác tiềm tàng cho các liệu pháp dựa trên miễn dịch.

## Dịch tễ học
Ung thư vòm họng vào năm 2010 đã gây ra 65.000 ca tử vong trên toàn cầu tăng từ 45.000 ca trong năm 1990.
Ung thư vòm họng không phổ biến ở Hoa Kỳ và hầu hết các quốc gia khác, chỉ chiếm ít hơn 1 ca trên 100.000 dân. Nhưng rất phổ biến ở các vùng phía nam của Trung Quốc, đặc biệt ở Quảng Đông, chiếm 18% trong tổng số các loại ung thư ở Trung Quốc.. Đôi khi nó được gọi là "ung thư Quảng Đông" vì nó xảy ra trong khoảng 25 ca trên 100.000 dân ở khu vực này, tỷ lệ gấp 25 lần so với phần còn lại của thế giới. Nó cũng khá phổ biến ở Đài Loan. Điều này có thể là do chế độ ăn của Đông Nam Á bao gồm tiêu thụ rau, cá và thịt muối.; một trong những nguyên nhân cũng được cho là có thể từ việc ăn trầu cau. Trong khi ung thư vòm họng chủ yếu xuất hiện ở những người trung niên ở châu Á, một tỷ lệ lớn các ca ung thư dạng này ở Châu Phi xảy ra ở trẻ em. Nguyên nhân tăng nguy cơ ung thư vòm họng ở những khu vực này không rõ ràng. Ở các quần thể có nguy cơ thấp, như ở Hoa Kỳ, đỉnh điểm bimodal được quan sát thấy. Đỉnh cao đầu tiên xảy ra ở tuổi bắt đầu trưởng thành/người trưởng thành (15-24 tuổi), tiếp theo là đỉnh cao thứ hai trong cuộc đời (65-79 tuổi).